# Mattagami River
Mattagami River är ett vattendrag i Kanada.   Det ligger i provinsen Ontario, i den sydöstra delen av landet, 700 km nordväst om huvudstaden Ottawa.
Omgivningarna runt Mattagami River är i huvudsak ett öppet busklandskap. Trakten runt Mattagami River är nära nog obefolkad, med mindre än två invånare per kvadratkilometer.